# 洛厄爾天文台近地小行星搜尋計畫
洛厄尔天文台近地小行星搜尋計畫（LONEOS）是NASA和洛厄尔天文台共同執行的發現近地小行星計畫。計畫開始於1993年，主要的研究員是特德·鮑威爾。 
是被設計來發現掠地小行星（ECAs）和彗星，共同稱為近地天體（NEOs）的系統。這些天體偶爾可能會與地球碰撞而造成破壞性的結果，發現大的近地天體是避免碰撞的第一步。估計大約有1,600個直徑超過1公里的近地天體，但目前已經知道的僅有100個左右。感謝計畫的效率，由於CCD攝影機和數據處理軟體的升級，在1990-200年發現的近地天體數量已經明顯的增加。

## 望遠鏡
使用的是1990年從俄亥俄州衛斯理大學獲得的0.6米f/1.8的施密特攝星儀，配合天空視野3.17 X 1.58度的1,600萬像素的CCD照相機，每晚可以觀察1,000平方度的天空（大約一個月可以觀察整個可見的天空一次）。這個CCD可以看見19.8等的小行星或暗天體。

### CCD照相機
CCD以兩個獨立的晶片做成魚眼的結構，每個晶片的大小是2048 X 2048個像素，以熱電冷卻至 -50℃。照相機本身是圓柱形的，直徑7英吋，輸出速率是每秒25萬像素。  It has 14 bit pixels, and has 50 percent detection in all three scans at 19.6 magnitude.視野是3.17 X 1.58度，讀取時間為34秒，像素的大小是15微米，由西雅圖華盛頓大學的克里斯斯塔布斯、阿倫德爾克斯、John Angione製造，量子效應最大可以達到40%。自1995年4月26日以來，除了視場致平器以外，照相機都完整的運作著。而當視場致平器一到達就被安裝上去，照相機很就復原了。

## 照相機管理
照相機的任務指派和小行星的搜尋主要使用計算機和一些訂製的軟體。

### 計算機
它在6個R3000處理器上運作，有64 MB的主記憶體，2 GB的磁碟儲存器，有速度約為～160MIP的聚合，有VME照像機介面和Silicon Graphics公司的IRIS 4D/220GTX.

### 軟體
計算機在UNIX系統下運作，軟體是用 FORTRAN 77發展出來的，FORTRAN的延伸（PFA）允許使用全部的處理器進行模擬。 

## 觀測場所
洛厄尔天文台的天文學家以安置在安德森台地的望遠鏡直行主要的觀測工作。在1961年加裝珀金斯69英吋鏡後（很快就改為72吋），就很清楚的顯示需要一個新的觀測場地以避開旗竿市輕度的光汙染。有幾個原因使安德森台地成為很合邏輯的選擇：它位在不允許開發的可可尼諾自然森林區內；位在科羅拉多高原的南邊，高度有2,200米；並且從旗竿市可以很方便的經由良好的公路抵達。

## LONEOS的觀測室
在1970年，洛厄尔運用捐贈的基金在安德森台地修建了一個24英呎的觀測室，這個圓頂安置了A.勞倫斯·洛厄尔天體照相儀，當年用來發現冥王星的13吋照相機，因為旗竿市太亮而遷移。但是，1993年，為了安裝LONEOS的望遠鏡，因此將這架照相機移回火星丘，以進行圓頂的整修。

## 釋出的出版品

### 2004年5月20日
LONEOS以最小的軌道發現的小行星
MPC電子報單通告 （页面存档备份，存于）
軌道圖（PDF）

### 2003年10月15日
重新發現1937 UB（赫耳墨斯）
影像 （页面存档备份，存于）
軌道圖 Archive.today的存檔，存档日期2012-12-13
文件

### 2003年10月3日
發現最接近地球的小行星2003 SQ222 （页面存档备份，存于）
發現影像 （页面存档备份，存于）
軌道圖

### 2001年8月14日
發現巨大的掠地小行星達摩克里斯 （页面存档备份，存于）
發現圖 （页面存档备份，存于）
軌道圖 （页面存档备份，存于）

## LONEOS的科學團隊
洛厄尔團隊：
- 特德·鮑威爾博士，首席研究員
- 布魯斯·柯恩博士，計算機規劃

外界的團隊：
- 史蒂夫·豪厄爾博士，天文和天體物理部門，CCD性能模組
- Karri Muinonen博士，赫爾辛基大學，小行星檢測模組

## 外部連結
- 洛厄尔天文台近地小行星搜尋 （页面存档备份，存于）